# Friedl Murauer
Friedl Murauer (eigentlich Friederike Murauer; * 4. Juli 1938 in Innsbruck) ist eine ehemalige österreichische Hürdenläuferin und Sprinterin.

## Karriere
Bei den Europameisterschaften 1958 in Stockholm erreichte sie über 80 Meter Hürden das Halbfinale und schied über 100 und 200 Meter im Vorlauf aus.
1960 kam sie bei den Olympischen Spielen in Rom über 80 Meter Hürden nicht über die erste Runde hinaus.
Dreimal wurde sie Österreichische Meisterin über 80 Meter Hürden (1957, 1958, 1961) und je zweimal über 100 Meter (1958, 1959) und 200 Meter (1957, 1958).

## Persönliche Bestzeiten
- 100 m: 11,9 s, 1. August 1958, Linz (ehemaliger nationaler Rekord)
- 200 m: 24,9 s, 27. September 1958, Leoben (ehemaliger nationaler Rekord)
- 80 m Hürden: 11,0 s, 18. Juni 1960, Prag (ehemaliger nationaler Rekord)